# Museet för kroatiska arkeologiska monument
Museet för kroatiska arkeologiska monument (kroatiska: Muzej hrvatskih arheoloških spomenika, akronym MHAS) är ett arkeologiskt museum i Split i Kroatien. Det ligger på adressen Meštrovićevo šetalište 18, i en för ändamålet år 1976 uppförd byggnad, i stadsdistriktet Meje några kilometer sydväst om Diocletianus palats och stadens stadskärna.  
I museets presenteras den kroatiska kulturen från 600–1500-talet med betoning på perioden för det medeltida kroatiska kungariket (800–1100-talet). I dess innehav finns över 20 000 artefakter bestående av bland annat smycken, vapen, vardagsföremål samt ett stort antal stenfragment och föremål. Till de mer intressanta föremålen räknas knez Višeslavs sexkantiga dopfunt av marmor från 800-talet och drottning Jelenas fragmenterade sarkofag från 900-talet.  

## Historik
Museet grundades den 24 augusti 1893 i det dåvarande österrikisk-ungerska Knin och kallades då Första museet för kroatiska monument. Museets syfte var att lagra och härbärgera alla medeltida minnesmärken med anknytning till det kroatiska kulturarvet. Redan vid dess grundande fanns det ett ansenligt antal minnesmärken som hade insamlats av den lokale franciskanmunken Lujo Marun som förvarade dem i Sankt Antonius kloster i Knin. För det nyetablerade museets behov uppfördes en museibyggnad vid klostrets östra vinge. Med anledning av det ökade antalet föremål som inkom flyttades museet till en närliggande byggnad år 1912. År 1933 flyttades museet till ett hus tillhörande Kninfästningen.  
Med anledning av andra världskrigets utbrott och Kninfästningens militära betydelse flyttade den dåvarande museichefen Stjepan Gunjača i hemlighet alla artefakter till Sinj där de förblev till krigsslutet år 1945. Gunjačas beslut att flytta föremålen visade sig riktiga då huset där de tidigare förvarats förstördes i en flygattack år 1943.
År 1946 påbörjades uppförandet av en ny byggnad för museet vid Kninfästningen men projektet slutfördes aldrig, anledningen var fästningens isolerade läge. Istället flyttades alla föremål till Meštrović-galleriet i Split. År 1955 flyttades alla föremål till den forna cementanläggningens lagerlokaler vid hamnens västra sida. Den initiala planen att uppföra en museibyggnad på denna plats avslogs av de lokala myndigheterna. År 1968 beslutades att en ny museibyggnad skulle uppföras enligt ritningar av arkitekten M. Kauzlarić. Den nya byggnaden belägen i Meje invigdes den 5 december 1976 och den permanenta utställningen öppnade den 25 juli 1978.

### Fotnoter
1. ↑  Museiska dokumentationscentret (kroatiska)
2. 1 2  Museets officiella webbplats (engelska)
3. ↑  Putovnica.hr (kroatiska)
4. ↑  Enciklopedija.hr (kroatiska)
5. 1 2 3 4 5  Museets officiella webbplats (engelska)